# 楽園の翼
「楽園の翼」（らくえんのつばさ）は、日本の歌手・黒崎真音の7作目のシングル。

## 概要
前作「X-encounter」より約1年ぶりのリリース。
表題曲「楽園の翼」は、TVアニメ「グリザイアの果実」のオープニングに使用された。
2曲目「Scanning resolution」は、発売当初タイアップはなかったが、後に、スマホゲーム「メイデンクラフト」の主題歌に使用された。

## 収録曲
初回限定盤
1. 楽園の翼
2. Scanning resolution
3. 楽園の翼<instrumental>
4. Scanning resolution<instrumenal>

通常版
1. 楽園の翼
2. Scanning resolution
3. Wishful☆Garnet
4. 楽園の翼<instrumenal>
5. Scanning resolution<instrumenal>
6. Wishful☆Garnet<instrumenal>